# يوسف (اسم)
يوسُف هو اسم علم مذكر عبري معناه «دعه يزيد»، يعتبر من الأسماء المقدسة عند الأديان الإبراهيمية نسبةً للنبي يوسف، وقد وردَ لفظ اسم يوسف في القرآن في 26 آية.

## اسم يوسف في الكتب المقدسة

### اسم يوسف في القرآن
وردَ ذكر اسم يوسف في القرآن الكريم في 26 آية:
- ﴿وَوَهَبْنَا لَهُ إِسْحَاقَ وَيَعْقُوبَ كُلًّا هَدَيْنَا وَنُوحًا هَدَيْنَا مِنْ قَبْلُ وَمِنْ ذُرِّيَّتِهِ دَاوُدَ وَسُلَيْمَانَ وَأَيُّوبَ وَيُوسُفَ وَمُوسَى وَهَارُونَ وَكَذَلِكَ نَجْزِي الْمُحْسِنِينَ ۝٨٤﴾[3] (سورة الأنعام، الآية 84)
- ﴿إِذْ قَالَ يُوسُفُ لِأَبِيهِ يَا أَبَتِ إِنِّي رَأَيْتُ أَحَدَ عَشَرَ كَوْكَبًا وَالشَّمْسَ وَالْقَمَرَ رَأَيْتُهُمْ لِي سَاجِدِينَ ۝٤﴾[4] (سورة يوسف، الآية 4)
- ﴿لَقَدْ كَانَ فِي يُوسُفَ وَإِخْوَتِهِ آيَاتٌ لِلسَّائِلِينَ ۝٧﴾[5] (سورة يوسف، الآية 7)
- ﴿وَلَقَدْ جَاءَكُمْ يُوسُفُ مِنْ قَبْلُ بِالْبَيِّنَاتِ فَمَا زِلْتُمْ فِي شَكٍّ مِمَّا جَاءَكُمْ بِهِ حَتَّى إِذَا هَلَكَ قُلْتُمْ لَنْ يَبْعَثَ اللَّهُ مِنْ بَعْدِهِ رَسُولًا كَذَلِكَ يُضِلُّ اللَّهُ مَنْ هُوَ مُسْرِفٌ مُرْتَابٌ ۝٣٤﴾[6] (سورة غافر،الآية 34)
- ﴿إِذْ قَالُوا لَيُوسُفُ وَأَخُوهُ أَحَبُّ إِلَى أَبِينَا مِنَّا وَنَحْنُ عُصْبَةٌ إِنَّ أَبَانَا لَفِي ضَلَالٍ مُبِينٍ ۝٨﴾[7] (سورة يوسف، الآية 8)
- ﴿اقْتُلُوا يُوسُفَ أَوِ اطْرَحُوهُ أَرْضًا يَخْلُ لَكُمْ وَجْهُ أَبِيكُمْ وَتَكُونُوا مِنْ بَعْدِهِ قَوْمًا صَالِحِينَ ۝٩﴾[8] (سورة يوسف، الآية 9)
- ﴿قَالَ قَائِلٌ مِنْهُمْ لَا تَقْتُلُوا يُوسُفَ وَأَلْقُوهُ فِي غَيَابَةِ الْجُبِّ يَلْتَقِطْهُ بَعْضُ السَّيَّارَةِ إِنْ كُنْتُمْ فَاعِلِينَ ۝١٠﴾[9] (سورة يوسف، الآية 10)
- ﴿قَالُوا يَا أَبَانَا مَا لَكَ لَا تَأْمَنَّا عَلَى يُوسُفَ وَإِنَّا لَهُ لَنَاصِحُونَ ۝١١﴾[10] (سورة يوسف، الآية 11)
- ﴿قَالُوا يَا أَبَانَا إِنَّا ذَهَبْنَا نَسْتَبِقُ وَتَرَكْنَا يُوسُفَ عِنْدَ مَتَاعِنَا فَأَكَلَهُ الذِّئْبُ وَمَا أَنْتَ بِمُؤْمِنٍ لَنَا وَلَوْ كُنَّا صَادِقِينَ ۝١٧﴾[11] (سورة يوسف، الآية 17)
- ﴿يُوسُفُ أَعْرِضْ عَنْ هَذَا وَاسْتَغْفِرِي لِذَنْبِكِ إِنَّكِ كُنْتِ مِنَ الْخَاطِئِينَ ۝٢٩﴾[12] (سورة يوسف، الآية 29)
- ﴿يُوسُفُ أَيُّهَا الصِّدِّيقُ أَفْتِنَا فِي سَبْعِ بَقَرَاتٍ سِمَانٍ يَأْكُلُهُنَّ سَبْعٌ عِجَافٌ وَسَبْعِ سُنْبُلَاتٍ خُضْرٍ وَأُخَرَ يَابِسَاتٍ لَعَلِّي أَرْجِعُ إِلَى النَّاسِ لَعَلَّهُمْ يَعْلَمُونَ ۝٤٦﴾[13] (سورة يوسف، الآية 46)
- ﴿قَالَ مَا خَطْبُكُنَّ إِذْ رَاوَدْتُنَّ يُوسُفَ عَنْ نَفْسِهِ قُلْنَ حَاشَ لِلَّهِ مَا عَلِمْنَا عَلَيْهِ مِنْ سُوءٍ قَالَتِ امْرَأَةُ الْعَزِيزِ الْآنَ حَصْحَصَ الْحَقُّ أَنَا رَاوَدْتُهُ عَنْ نَفْسِهِ وَإِنَّهُ لَمِنَ الصَّادِقِينَ ۝٥١﴾[14] (سورة يوسف، الآية 51)
- ﴿وَجَاءَ إِخْوَةُ يُوسُفَ فَدَخَلُوا عَلَيْهِ فَعَرَفَهُمْ وَهُمْ لَهُ مُنْكِرُونَ ۝٥٨﴾[15] (سورة يوسف، الآية 58)
- ﴿وَلَمَّا دَخَلُوا عَلَى يُوسُفَ آوَى إِلَيْهِ أَخَاهُ قَالَ إِنِّي أَنَا أَخُوكَ فَلَا تَبْتَئِسْ بِمَا كَانُوا يَعْمَلُونَ ۝٦٩﴾[16] (سورة يوسف، الآية 69)
- ﴿قَالُوا إِنْ يَسْرِقْ فَقَدْ سَرَقَ أَخٌ لَهُ مِنْ قَبْلُ فَأَسَرَّهَا يُوسُفُ فِي نَفْسِهِ وَلَمْ يُبْدِهَا لَهُمْ قَالَ أَنْتُمْ شَرٌّ مَكَانًا وَاللَّهُ أَعْلَمُ بِمَا تَصِفُونَ ۝٧٧﴾[17] (سورة يوسف، الآية 77)
- ﴿فَلَمَّا اسْتَيْأَسُوا مِنْهُ خَلَصُوا نَجِيًّا قَالَ كَبِيرُهُمْ أَلَمْ تَعْلَمُوا أَنَّ أَبَاكُمْ قَدْ أَخَذَ عَلَيْكُمْ مَوْثِقًا مِنَ اللَّهِ وَمِنْ قَبْلُ مَا فَرَّطْتُمْ فِي يُوسُفَ فَلَنْ أَبْرَحَ الْأَرْضَ حَتَّى يَأْذَنَ لِي أَبِي أَوْ يَحْكُمَ اللَّهُ لِي وَهُوَ خَيْرُ الْحَاكِمِينَ ۝٨٠﴾[18] (سورة يوسف، الآية 80)
- ﴿وَتَوَلَّى عَنْهُمْ وَقَالَ يَا أَسَفَى عَلَى يُوسُفَ وَابْيَضَّتْ عَيْنَاهُ مِنَ الْحُزْنِ فَهُوَ كَظِيمٌ ۝٨٤﴾[19] (سورة يوسف، الآية 84)
- ﴿قَالُوا تَاللَّهِ تَفْتَأُ تَذْكُرُ يُوسُفَ حَتَّى تَكُونَ حَرَضًا أَوْ تَكُونَ مِنَ الْهَالِكِينَ ۝٨٥﴾[20] (سورة يوسف، الآية 85)
- ﴿يَا بَنِيَّ اذْهَبُوا فَتَحَسَّسُوا مِنْ يُوسُفَ وَأَخِيهِ وَلَا تَيْأَسُوا مِنْ رَوْحِ اللَّهِ إِنَّهُ لَا يَيْأَسُ مِنْ رَوْحِ اللَّهِ إِلَّا الْقَوْمُ الْكَافِرُونَ ۝٨٧﴾[21] (سورة يوسف، الآية 87)
- ﴿قَالُوا أَئِنَّكَ لَأَنْتَ يُوسُفُ قَالَ أَنَا يُوسُفُ وَهَذَا أَخِي قَدْ مَنَّ اللَّهُ عَلَيْنَا إِنَّهُ مَنْ يَتَّقِ وَيَصْبِرْ فَإِنَّ اللَّهَ لَا يُضِيعُ أَجْرَ الْمُحْسِنِينَ ۝٩٠﴾[22] (سورة يوسف، الآية 90)
- ﴿وَلَمَّا فَصَلَتِ الْعِيرُ قَالَ أَبُوهُمْ إِنِّي لَأَجِدُ رِيحَ يُوسُفَ لَوْلَا أَنْ تُفَنِّدُونِ ۝٩٤﴾[23] (سورة يوسف، الآية 94)
- ﴿فَلَمَّا دَخَلُوا عَلَى يُوسُفَ آوَى إِلَيْهِ أَبَوَيْهِ وَقَالَ ادْخُلُوا مِصْرَ إِنْ شَاءَ اللَّهُ آمِنِينَ ۝٩٩﴾[24] (سورة يوسف، الآية 99)
- ﴿فَبَدَأَ بِأَوْعِيَتِهِمْ قَبْلَ وِعَاءِ أَخِيهِ ثُمَّ اسْتَخْرَجَهَا مِنْ وِعَاءِ أَخِيهِ كَذَلِكَ كِدْنَا لِيُوسُفَ مَا كَانَ لِيَأْخُذَ أَخَاهُ فِي دِينِ الْمَلِكِ إِلَّا أَنْ يَشَاءَ اللَّهُ نَرْفَعُ دَرَجَاتٍ مَنْ نَشَاءُ وَفَوْقَ كُلِّ ذِي عِلْمٍ عَلِيمٌ ۝٧٦﴾[25] (سورة يوسف، الآية 76)
- ﴿وَكَذَلِكَ مَكَّنَّا لِيُوسُفَ فِي الْأَرْضِ يَتَبَوَّأُ مِنْهَا حَيْثُ يَشَاءُ نُصِيبُ بِرَحْمَتِنَا مَنْ نَشَاءُ وَلَا نُضِيعُ أَجْرَ الْمُحْسِنِينَ ۝٥٦﴾[26] (سورة يوسف، الآية 56)
- ﴿وَقَالَ الَّذِي اشْتَرَاهُ مِنْ مِصْرَ لِامْرَأَتِهِ أَكْرِمِي مَثْوَاهُ عَسَى أَنْ يَنْفَعَنَا أَوْ نَتَّخِذَهُ وَلَدًا وَكَذَلِكَ مَكَّنَّا لِيُوسُفَ فِي الْأَرْضِ وَلِنُعَلِّمَهُ مِنْ تَأْوِيلِ الْأَحَادِيثِ وَاللَّهُ غَالِبٌ عَلَى أَمْرِهِ وَلَكِنَّ أَكْثَرَ النَّاسِ لَا يَعْلَمُونَ ۝٢١﴾[27] (سورة يوسف، الآية 21)
- ﴿قَالَ هَلْ عَلِمْتُمْ مَا فَعَلْتُمْ بِيُوسُفَ وَأَخِيهِ إِذْ أَنْتُمْ جَاهِلُونَ ۝٨٩﴾[28] (سورة يوسف، الآية 89)

## الأعلام
بعض الشخصيات التي تسمة باسم يوسف:
- يوسف القرضاوي
- يوسف بن تاشفين
- يوسف وهبي
- النبي يوسف
- يوسف بن عبد الله الإبراهيم
- يوسف السباعي
- يوسف السالم
- يوسف شاهين
- يوسف الشريف
- يوسف ضياء الدين الخالدي
- يوسف ستالين
- يوسف ضمرة
- يوسف ضرغام الخازن
- يوسف ضياء يلماز
- يوسف ضياء الدين باشا الأعمى
- يوسف الزلزلة
- يوسف العصيمي
- يوسف إستس
- يوسف جمال الدين
- يوسف العتيبة
- يوسف علي
- يوسف حاييم
- يوسف طافش
- يوسف رزوقة
- يوسف زيدان
- يوسف زيرام
- يوسف زعين